# Mesudiye
La Mesudiye fu una pirofregata corazzata della marina militare ottomana, costruita nel Regno Unito ed entrata in servizio nel 1875; completamente ricostruita tra il 1898 e il 1903, fu trasformata in una corazzata pre-dreadnought e in questa veste prese parte alla prima guerra balcanica e alla prima guerra mondiale: il 13 dicembre 1914 fu affondata nei Dardanelli da siluri lanciati dal sommergibile britannico B11.

## Storia
Impostata nel 1872 nei cantieri navali della Thames Ironworks and Shipbuilding Company di Londra, la nave venne varata il 28 ottobre 1874 con il nome di Mesudiye, entrando poi in servizio nel dicembre del 1875. Progettata dal famoso ingegnere navale britannico Edward James Reed, al momento dell'entrata in servizio la Mesudiye era la più grande nave corazzata costruita fino a quel momento e fu considerata una delle più potenti navi da guerra del suo periodo, ma giocò un ruolo minore nella guerra russo-turca del 1877-1878; la Hamidieh, gemella della Mesudiye, si trovava ancora in costruzione al momento dello scoppio del conflitto e fu trattenuta dalle autorità britanniche, entrando poi in servizio con la Royal Navy come HMS Superb.
La nave fu sottoposta a estesi lavori di ristrutturazione tra il 1891 e il 1893, e poi a una completa ricostruzione tra il 1898 e il 1903 presso i cantieri Ansaldo di Genova, con costi altissimi e un notevole spreco di denaro a causa di scandali e speculazioni: l'apparato velico fu eliminato in favore di una propulsione unicamente a vapore, con due dei tre alberi eliminati e rimpiazzati con altrettanti fumaioli; l'armamento fu portato a 12 cannoni da 152 mm, 14 cannoni da 76 mm e 2 cannoni da 47 mm a tiro rapido, ma i progettati cannoni da 250 mm da installarsi nelle nuove torri a prua e a poppa non furono mai consegnati e vennero rimpiazzati da simulacri di legno.
La Mesudiye non fu impegnata nelle operazioni navali della guerra italo-turca, ma sul finire del 1912 prese parte con il resto della flotta ottomana alla prima guerra balcanica, impegnata nel teatro dell'Egeo: il 16 dicembre 1912 prese parte alla battaglia di Elli contro la flotta greca, senza essere colpita, mentre il 18 gennaio 1913 riportò gravi danni e diversi morti tra l'equipaggio dopo essere stata colpita dal fuoco combinato delle corazzate greche Hydra e Psara durante la battaglia di Lemno.
Il 4 settembre 1914, poco prima dell'entrata dell'Impero ottomano nella prima guerra mondiale, la Mesudiye fu praticamente ritirata dal servizio attivo e trasformata in batteria d'artiglieria galleggiante, venendo ancorata davanti Çanakkale, nella baia di Sari Siglar, per difendere i campi di mine navali stesi a protezione del passaggio attraverso lo stretto dei Dardanelli. Nelle prime ore del 13 dicembre 1914 il sommergibile britannico B 11 penetrò nei Dardanelli zigzagando tra i campi minati: portatosi a meno di 800 metri dalla Mesudiye, il sommergibile colpì la corazzata con un siluro provocandone l'affondamento in 10 minuti; dieci ufficiali e ventisette marinai persero la vita nell'attacco, ma la nave affondò in acque basse e gran parte dell'equipaggio, rimasto intrappolato nello scafo, fu più tardi tratto in salvo, unitamente a sei dei suoi cannoni poi impiegati per fortificare Çanakkale.
Il relitto della corazzata rimase nel punto dove era affondata; il 18 giugno 2004 un team di sommozzatori della marina militare turca visitò lo scafo per la prima volta dal giorno del suo affondamento, posando una placca commemorativa.